# 東坊城家
東坊城家（ひがしぼうじょうけ）は、菅原氏五条家支流にあたる公家・華族の家。公家としての家格は半家、華族としての家格は子爵家。

## 歴史

### 封建時代
五条長経（正二位・参議・刑部卿、1242年 - 1315年）の次男東坊城茂長（正三位・参議・治部卿、1284年 - 1343年）を祖とする。
本家の五条家がもともと坊城と号していたので、茂長も坊城と号したが、孫の秀長の代に東坊城と号するようになった（弟の言長は西坊城と号した）。
公家としての家格は半家、旧家、外様。他の菅原氏の公家と同様に紀伝道および詩文を家業とし、代々文章博士と天皇の侍読を務めた。菅原氏嫡流の高辻家の分家五条家のさらに分家であるが、長綱、秀長、和博、長敦の四人が菅原氏長者となっている。
室町時代の東坊城益長（1407年 - 1474年）が正二位権大納言まで昇ったことで以降権大納言が極官となる。
戦国時代の和長の代に一条家の家札となった。永正11年（1514年）に辞めているが、江戸時代には一条家の家札に戻っている。江戸時代の家禄は301石。江戸期の住居は西院参町。
幕末の東坊城聡長（正二位・権大納言、1799年 - 1861年）は武家伝奏に任じられたが、日米修好通商条約をめぐって朝廷の公家たちから激しい反発が起きた際に朝幕間の板挟みとなり、幕府への妥協の手続きを取り計らったとされて、安政6年（1859年）に永蟄居に処された。

### 明治以降
明治維新後の明治2年（1869年）6月17日の行政官達で公家と大名家が統合されて華族制度が誕生すると東坊城家も公家として華族に列した。明治17年（1884年）7月7日の華族令の施行で華族が五爵制になると、同8日に大納言直任の例がない旧堂上家として東坊城徳長が子爵に叙された。
徳長は位階勲等も正三位勲三等となり、貴族院の子爵議員にも2回当選して務めた。徳長は、20歳にして製作会社「入江ぷろだくしょん」を設立した戦前の映画女優入江たか子（出生名：東坊城英子、三女）、戦前の日活大将軍撮影所等で活躍した映画俳優・脚本家・映画監督の東坊城恭長（三男）兄妹の父、入江の長女で、東映京都作品、のちに大林宣彦作品で知られる女優入江若葉（出生名田村若葉、父は元俳優田村道美）の祖父に当たる。
徳長は1911年に引退し、爵位を長子政長が継いだが、1922年徳長の没後、翌1923年の関東大震災によって千駄ヶ谷にあった家屋敷は半壊、東坊城家はそれを手放す憂き目に遭った。爵位継承者は、ついで元長であった。政長の代に東坊城子爵家の住居は神奈川県鎌倉町扇ガ谷にあった。
同家のもともとの居所は「西院参町」（京都市上京区京都御苑）、菩提寺（本墓所）は京都・上京区の浄福寺である。戦後、東坊城家名の五輪塔を徳長の三女英子（入江たか子）が1962年に多磨霊園に建立している。